# Groupe des sénateurs indépendants
Le Groupe des sénateurs indépendants (abrégé en GSI; en anglais : Independent Senators Group, abrégé en ISG) est un groupe parlementaire au Sénat du Canada formé le 10 mars 2016 par des sénateurs ayant été nommés à leur poste sur l'avis de premiers ministres de divers partis. Il a été formé en tant que groupe technique afin de fournir aux sénateurs non affiliés (indépendants) une représentation aux comités et un financement équivalent à ceux siégeant dans les deux caucus partisans (conservateur et, jusqu'en novembre 2019, libéral).   
Le premier ministre Justin Trudeau n'ayant nommé que des sénateurs non affiliés, le GSI est devenu le plus grand caucus au Sénat le 30 octobre 2017.
Par contre, les reportages des médias sur les nominations de sénateurs et les habitudes de vote ont mis en doute le degré d'autonomie réelle des sénateurs nominalement non affiliés. 

## Histoire
Le gouvernement Trudeau a commencé à nommer des sénateurs indépendants, ce qui en principe ferait du Sénat un organisme non partisan. Le nombre croissant de ces nominations a créé un défi au sein de la chambre haute, dans la mesure où elle avait toujours été organisée de manière partisane et qu’il n’existait aucun mécanisme permettant de traiter avec un grand nombre de sénateurs indépendants, en termes de financement ou de nomination à des comités, alors que les caucus conservateurs et libéraux du Sénat étaient financés et avaient droit à des nominations garanties. 

### En tant que groupe de travail (2016-17)
Le 10 mars 2016, six sénateurs non-affiliés, l'ancienne sénatrice progressiste-conservatrice indépendante Elaine McCoy, les anciens membres du caucus conservateur Jacques Demers, John D. Wallace, Michel Rivard et Diane Bellemare et l'ancienne libérale Pierrette Ringuette ont formé un groupe de travail indépendant et non partisan. groupe qui "garantirait le droit à l'égalité" à tous les sénateurs, "quelle que soit leur affiliation politique ou non-politique", tout en s'efforçant de rétablir "la confiance du public" envers la chambre haute "en tant qu'institution nécessaire et vitale".
Afin de faire pression pour la reconnaissance de l'égalité des droits et des obligations des sénateurs non-affiliés et de faciliter leurs activités, le groupe, qui comptait quinze sénateurs, a adopté le nom de "Groupe des sénateurs indépendants". Le 27 septembre 2016, les membres du GSI ont élu M. McCoy pour qu'il joue le rôle de facilitateur du groupe jusqu'à la fin de la législature en juin 2017. Contrairement aux deux caucus partisans, le GSI a annoncé qu'il n'aurait pas de whips parlementaires et que ses membres ne voteraient pas ensemble, sauf sur des questions telles que des modifications aux règles du Sénat et à la logistique qui tiendraient compte de l'existence et des droits des sénateurs indépendants.
Le 2 décembre 2016, le Sénat a officiellement reconnu le GSI, en adoptant une motion visant à financer le Groupe des sénateurs indépendants pour les deux prochaines années fiscales. Il a également été convenu de nommer des sénateurs non-affiliés à des comités proportionnellement à leur nombre. Toutefois, le budget alloué au GSI de 722 000 dollars était inférieur au million de dollars alloué à chacun des caucus partisans,.
À compter de janvier 2017, le site web officiel du Sénat distinguait les affiliations entre les membres du Groupe des sénateurs indépendants et d'autres sénateurs non-affiliés en citant les membres du GSI comme "non-affiliés (GSI)". Plusieurs sénateurs non-affiliés, dont le président du Sénat du Canada, George Furey, et le représentant du gouvernement au Sénat, Peter Harder (ainsi que deux sénateurs partageant des responsabilités avec eux), restent entièrement non-affiliés et ne sont pas membres du GSI.

### En tant que caucus (2017 – présent)
Le 17 mai 2017, les sénateurs ont voté en faveur de la suppression de l'exigence selon laquelle un caucus doit être formé par des sénateurs membres d'un parti politique, ce qui rend le GSI égal en vertu des règles du sénat avec les deux caucus partisans. À la suite de ce changement, McCoy a déclaré que l'influence du GSI au sein des comités permanents du Sénat serait accrue afin que sa représentation soit proportionnelle à celle des autres caucus.
Une élection au scrutin secret a été annoncée en juin 2017 pour remplacer la facilitatrice Elaine McCoy. À la clôture des candidatures, le 22 septembre 2017, Yuen Pau Woo était le seul candidat à la facilitation, tandis que Raymonde Saint-Germain était la seule candidate à la vice-présidence. Larry Campbell avait l'intention de concourir mais a décidé de se récuser. Woo et Saint-Germain ont été élus sans opposition le 25 septembre 2017.
Le GSI a adopté une nouvelle politique en octobre 2017, remplaçant son ancienne approche informelle d'adhésion par l'obligation pour tous les nouveaux candidats à l'adhésion au caucus d'être approuvés par au moins 60% des membres actuels du GSI.
À la suite d'une entente entre les trois caucus du Sénat, une motion de réattribution des postes de comité du 2 novembre 2017 a permis au GSI d'obtenir des postes de présidents et de membres de comité proportionnels à la taille de ses membres. 
Le 4 novembre 2019, huit sénateurs du GSI, deux sénateurs conservateurs et un sénateur non-affilié ont formé un nouveau groupe parlementaire non partisan connu sous le nom de Groupe de sénateurs canadiens. S'exprimant avec Don Martin, de CTV News, sur Power Play avec Don Martin, le chef par intérim du CSG, Scott Tannas, a évoqué la préoccupation selon laquelle, après la refonte radicale du Sénat canadien par le Premier ministre Justin Trudeau, le GSI, qui comptait 58 sénateurs, était tout simplement devenu trop imposant et qu'une diversité de voix était nécessaire pour empêcher une "tyrannie de la majorité". Elaine McCoy figurait parmi les personnes qui ont rejoint le GSC et qui était auparavant facilitatrice du GSI.
Le 7 novembre 2019, le sénateur non-affilié Tony Loffreda a rejoint le GSI, portant ainsi le caucus du groupe à 50,.
Le 14 novembre 2019, le jour même où le caucus libéral du Sénat a été dissous et remplacé par le Groupe progressiste du Sénat, la représentante législative du gouvernement, Diane Bellemare, a quitté son poste et a rejoint le GSI,. 

## Direction
Facilitateurs
- Yuen Pau Woo (25 septembre 2017 – présent)
- Elaine McCoy (27 septembre 2016 – 25 septembre 2017)

Facilitateur adjoint
- Raymonde Saint-Germain (25 septembre 2017 – présent)

Autres
- Ratna Omidvar – Gestionnaire de défilement
- Marc Gold – Liaison

## Question d'indépendance
Une étude de CBC News en 2017 a révélé que les sénateurs indépendants nommés par Justin Trudeau ont voté avec le gouvernement 94,5 pour cent du temps.
En mai 2019, le Globe and Mail signalait que Trudeau avait utilisé Liberalist, une base de données du Parti libéral, pour apposer son veto sur les nominations des candidats au Sénat. 

## Voir également